# Bulachs
Bulachs ist Weiler, der aus zwei Wohnplätzen besteht auf der Gemarkung Haidgau von Bad Wurzach im Landkreis Ravensburg, der früher zum Weiler Brandhöf gehörte.

## Lage
Bulachs liegt zwischen dem Haisterkircher Rücken und dem Wurzacher Ried. Es liegt im Naturraum Riß-Aitrach-Platten (Naturraum-Nr. 41), der Teil der Großlandschaft Donau-Iller-Lech-Platte (Großlandschaft-Nr. 4) ist.
Geografisch befindet sich Bulachs ungefähr: 
- 350 m südöstlich von Kramers
- 570 m nordwestlich von Riedschmiede
- 320 m östlich des Ortsrandes von Haidgau[4]

Bulachs liegt nahe am Wurzacher Ried. Etwa 200 m östlich erstrecken sich das Naturschutzgebiet Wurzacher Ried, das FFH-Gebiet Wurzacher Ried und Rohrsee sowie das Vogelschutzgebiet Wurzacher Ried. Das Annmoor des Wurzacher Rieds, beginnt etwa 130 m östlich von Bulachs.
Hydrologisch liegt Bulachs im Gewässereinzugsgebiet der Aitrach, welche über Iller, und Donau und in das Schwarze Meer entwässert.

## Verkehrsanbindung
Bulachs ist von Haidgau aus über zwei Wege erreichbar: 
- Ein Weg führt von Haidgau aus nach Osten in Richtung Riedschmiede, kurz vor Riedschmiede zweigt man nach Norden ab.
- Alternativ liegt Bulachs kurz nach dem Ortsende von Haidgau, direkt an dem Weg, der weiter über Kramers, Wengen, Ziegolz und Riedhöfe nach Unterschwarzach führt.[4]

### Öffentlicher Personennahverkehr
Die nächsten Bahnanschlüsse befinden sich in Bad Waldsee und Bad Wurzach. Die nächste Bushaltestelle ist etwa 1 km östlich in Haidgau. 

### Freizeit
In Bulachs selbst gibt es weder Radwege noch Gehwege. Der nächste Anschluss an das Radnetz Baden-Württemberg liegt in Unterschwarzach (ca. 5,3 km Fahrstrecke).
Vom Wurzacher Ried aus ist Bulachs über Fußwege erreichbar, die jedoch nicht mit dem Pkw oder Fahrrad befahren werden dürfen.